# Самарский сельский округ (Карагандинская область)
Самарский сельский округ (каз. Самар ауылдық округі ) — административная единица в составе Абайского района Карагандинской области Казахстана. Административный центр — село Самарка.
Население — 1205 человек (2009; 1929 в 1999, 3383 в 1989).
По состоянию на 1989 год существовали Изумрудненский поселковый совет (пгт Изумрудный) и Самарский сельский совет (села Бородиновка, Огороды, Озерное, Пруды, Самарка).

## Состав
В состав округа входят такие населённые пункты:
| Населённый пункт  | Население, человек (1989) | Население, человек (1999) | Население, человек (2009) |
| ----------------- | ------------------------- | ------------------------- | ------------------------- |
| Бородиновка, село | 448                       | 197                       | 45                        |
| Изумрудное, село  | 1240                      | 457                       | 64                        |
| Огороды, село     | 127                       | 127                       | 86                        |
| Озерное, село     | 88                        | -                         | -                         |
| Пруды, село       | 146                       | 92                        | 42                        |
| Самарка, село     | 1334                      | 1056                      | 968                       |